# Distretto di Rwamagana
Il distretto di Rwamagana è un distretto (akarere) del Ruanda, parte della Provincia Orientale, con capoluogo Kigabiro.
Il distretto si compone di 14 settori (imirenge):
- Fumbwe
- Gahengeri
- Gishali
- Karenge
- Kigabiro
- Muhazi
- Munyaga
- Munyiginya
- Musha
- Muyumbu
- Mwulire
- Nyakaliro
- Nzige
- Rubona